# 21964 Kevinhousen
21964 Kevinhousen (tên chỉ định: 1999 VK213) là một tiểu hành tinh nằm ở rìa ngoài của vành đai chính.